# Iván López Rodríguez
Édgar Iván López Rodríguez (Tijuana, Baja California, México, 21 de abril de 1999), más conocido por su apodo Gacelo, es un futbolista mexicano que juega como delantero y su actual equipo es el Tigres UANL de la Liga MX.

## Trayectoria

### Inicios en el Club Tijuana
Inició su carrera como profesional en las fuerzas básicas del Club Tijuana, en donde tuvo participación por las categorías Sub-13 hasta Sub-20, además de jugar también en el equipo filial del equipo en la Segunda División de México.
Su debut en el primer equipo se da en un partido de la Liga MX, el día 11 de agosto de 2017 ante el Puebla, entrando de cambio al minuto 71.

#### Dorados de Sinaloa (cesión)
Para el Apertura 2018, se convirtió en nuevo jugador de los Dorados de Sinaloa, tras llegar a préstamo por un año. Su primer partido con el club fue en la Copa MX ante el América, encuentro que terminó empatado a cero goles.

#### Club Tijuana (regreso)
Después de terminar su préstamo por un año con Dorados, López regresó a Tijuana para el Apertura 2019, su primer encuentro en este retorno fue en la Copa MX en un partido correspondiente a la Jornada 1 jugando 59 minutos en la victoria de su equipo ante Querétaro FC.
Marcó su primer gol con el conjunto tijuanense el 28 de enero de 2020 en el partido de vuelta de octavos de final ante el Atlético de San Luis en la Copa MX, al final con este gol su equipo terminó llevándose la victoria por la mínima y clasificando a la siguiente ronda.
Mientras tanto, su primer gol en Primera División lo anotó el 13 de septiembre del mismo año contra Cruz Azul aunque esto no evitó que su equipo perdiera dicho encuentro por marcador de 1-2.

### Deportivo Toluca
El 23 de diciembre de 2022 se da a conocer su llegada al Deportivo Toluca.

## Selección nacional

### Sub-20
El 8 de marzo de 2018 es convocado para disputar dos partidos amistosos ante Brasil en Manaus.
El día 25 de octubre de 2018 se da a conocer la lista definitiva de jugadores que disputarían el Campeonato Sub-20 de la Concacaf de 2018 donde López estaba incluido.

### Participaciones en fases finales
| Torneo                            | Categoría | Sede           | Resultado  | Partidos | Goles |
| --------------------------------- | --------- | -------------- | ---------- | -------- | ----- |
| Campeonato de la Concacaf de 2018 | Sub-20    | Estados Unidos | Subcampeón | 7        | 3     |

## Estadísticas

### Clubes
Actualizado al último partido jugado el 7 de abril de 2024.
| C. Tijuana · México               | 1.ª                 | 2017-18             | 1   | 0  | 1  | 0 | - | - | 2   | 0  | 0.00 |
| C. Tijuana · México               | 1.ª                 | 2019-20             | 0   | 0  | 5  | 1 | - | - | 5   | 1  | 0.20 |
| C. Tijuana · México               | 1.ª                 | 2020-21             | 27  | 3  | 2  | 0 | - | - | 29  | 3  | 0.10 |
| C. Tijuana · México               | 1.ª                 | 2021-22             | 13  | 0  | -  | - | - | - | 13  | 0  | 0.00 |
| C. Tijuana · México               | 1.ª                 | 2022                | 11  | 2  | -  | - | - | - | 11  | 2  | 0.18 |
| C. Tijuana · México               | Total               | Total               | 52  | 5  | 8  | 1 | 0 | 0 | 60  | 6  | 0.01 |
| Dorados de Sinaloa · México       | 2.ª                 | 2018-19             | 1   | 0  | 6  | 1 | - | - | 7   | 1  | 0.14 |
| Dorados de Sinaloa · México       | Total               | Total               | 1   | 0  | 6  | 1 | 0 | 0 | 7   | 1  | 0.14 |
| D. Toluca · México                | 1.ª                 | 2023                | 18  | 5  | -  | - | - | - | 18  | 5  | 0.28 |
| D. Toluca · México                | 1.ª                 | 2023-24             | 30  | 5  | -  | - | 5 | 1 | 34  | 6  | 0.18 |
| D. Toluca · México                | Total               | Total               | 48  | 10 | 0  | 0 | 5 | 1 | 53  | 11 | 0.21 |
| Total en su carrera               | Total en su carrera | Total en su carrera | 101 | 16 | 14 | 2 | 5 | 1 | 120 | 18 | 0.15 |
| (1) Incluye datos de Copa México. |                     |                     |     |    |    |   |   |   |     |    |      |

## Palmarés

### Campeonatos nacionales
| Título           | Equipo | País   | Año  |
| ---------------- | ------ | ------ | ---- |
| Primera División | Toluca | México | 2025 |